# Найдовский, Юрий Вячеславович
Юрий Вячеславович Найдовский (10 апреля 1963, Актауский, Мангистауский район, Гурьевская область, Западно-Казахстанский край, Казахская ССР) — советский и казахстанский футболист, нападающий; тренер.
Воспитанник футбольной школы Алма-Аты, первый тренер — Юрий Борисович Ястребов. После слияния школы с клубом «Енбек» тренировался у Альберта Озола. В 1980—1983 играл за команду института физкультуры СКИФ во второй лиге. Участник Спартакиады народов СССР 1983 года, где был замечен тренером дубля «Кайрата» Евгением Кузнецовым. В 1983 году в первой лиге сыграл 9 матчей. В первые три года в высшей лиге (1984—1986) провёл пять матчей, в 1987 году — 10 игр, в 1988 — 16. В 1989 году в первой лиге в 38 матчах забил 12 голов. 1990 год провёл в запорожском «Металлурге», с которым вышел в высшую лигу. Вернувшись в «Кайрат», играл в первой лиге в 1991 году и в чемпионате Казахстана в 1992—1993. Чемпион и обладатель Кубка Казахстана (1992). В 1994—1995 годах играл в российском клубе «Торпедо» Волжский. Завершил карьеру в «Кайрате» в 1996 году.
В 1992 году провёл два товарищеских матча в составе сборной Казахстана.
После окончания карьеры поселился в Минске, занимался поставками в Казахстан грузовиков МАЗ. Владел маршрутным такси, имел магазин.
С 2006 года — тренер группы подготовки футзального «Кайрата».